# Municipio de Monroe (condado de Pulaski)
El municipio de Monroe (en inglés, Monroe Township) es un municipio del condado de Pulaski, Indiana, Estados Unidos. Tiene una población estimada, a mediados de 2023, de 3812 habitantes.

## Geografía
Está ubicado en las coordenadas 41°2′55″N 86°37′59″O / 41.04861, -86.63306. Según la Oficina del Censo, tiene una superficie total de 107.0 km², de los cuales 106.1 km² corresponden a tierra firme y 0.9 km² están cubiertos de agua.

## Demografía
Según el censo de 2020, en ese momento había 3850 personas residiendo en la zona. La densidad de población era de 36 hab./km². El 92.39 % de los habitantes eran blancos, el 0.75 % eran afroamericanos, el 0.23 % eran amerindios, el 0.47 % eran asiáticos, el 0.03 % era isleño del Pacífico, el 1.04 % eran de otras razas y el 5.09 % eran de una mezcla de razas. Del total de la población, el 3.19 % eran hispanos o latinos de cualquier raza.